# Coilodes humeralis
Coilodes humeralis is een keversoort uit de familie Hybosoridae. De wetenschappelijke naam van de soort is voor het eerst geldig gepubliceerd in 1829 door Carl Gustaf Mannerheim.